# Mario Draghi
Mario Draghi (Rome, 3 september 1947) is een Italiaans bankier, econoom en politicus. Hij was van 13 februari 2021 tot 22 oktober 2022 de premier van Italië. Eerder was hij van 1 november 2011 tot 31 oktober 2019 de voorzitter van de Europese Centrale Bank (ECB).

## Biografie
In 1970 behaalde Draghi het diploma van licentiaat in de economische wetenschappen aan de Universiteit Sapienza te Rome, om vervolgens economie te gaan studeren aan het Massachusetts Institute of Technology. Nadien werd hij zelf hoogleraar aan de universiteiten van Florence en Turijn.
Van 1991 tot 2001 was Draghi directeur-generaal op het ministerie van Financiën, waar hij verantwoordelijk was voor de privatisering van overheidsbedrijven. Zodoende was hij betrokken bij het privatiseringsproces van diverse Italiaanse bedrijven, zoals Eni, IRI, Banca Nazionale del Lavoro en IMI. Nadien was hij van 2002 tot 2005 actief bij Goldman Sachs, als vicepresident van de afdeling Europa.

### Gouverneur van de Italiaanse centrale bank
In 2006 volgde hij Antonio Fazio op als gouverneur van de Italiaanse centrale bank. Hij was de eerste die benoemd werd in de functie voor een vernieuwbare periode van zes jaar: tot dan waren zijn voorgangers benoemd voor het leven. Als gouverneur werd hij ook lid van de raad van bestuur van de Europese Centrale Bank.

### President van de Europese Centrale Bank
In juni 2011 werd Draghi door de Europese leiders benoemd tot voorzitter van de Europese Centrale Bank. Hij was bij de ECB de opvolger van Jean-Claude Trichet. De benoeming geldt voor een periode van acht jaar. Bij zijn eerste optreden voor de ECB op 3 november 2011 verraste hij de markt door de rente te verlagen.
Kort na zijn aantreden in december 2011 overzag Draghi een driejarig leenprogramma ter waarde van 489 miljard euro. In dit programma geeft de ECB Europese banken de gelegenheid om tegen 1% bij de ECB te lenen. In februari 2012 werd dit programma door een tweede, iets omvangrijkere langetermijnherfinancieringsoperatie van ECB-leningen aan Europese banken gevolgd. Bij elkaar besloeg dit programma van Draghi een bedrag van rond de 1.000 miljard euro.   
Eind juli/begin augustus 2012 werd onder zijn voorzitterschap de basis gelegd voor een derde, nog veel grotere operatie om in het najaar van 2012 de relatief hoge langetermijnrente in Italië en Spanje naar beneden te krijgen en op die manier de onrust op de Europese obligatiemarkten, die op termijn ook de groei van de andere eurolanden kon aantasten, in te dammen. Hij wilde dit bereiken door de ECB de macht te geven om op de secundaire markt onbeperkt schatkistpapier met een looptijd van ten hoogste drie jaar op te mogen kopen en het rentepeil in bedreigde landen te stabiliseren. In het Lancaster House in Londen sprak hij de historische woorden: "Within our mandate, the ECB is ready to do whatever it takes to preserve the euro. And believe me, it will be enough." Na de ECB-vergadering van 6 september 2012 werd bekendgemaakt dat de ECB inderdaad tot het onbeperkt opkopen van dit schatkistpapier zou overgaan. Het programma OMT (Outright Monetary Transactions) was geboren. De voorzitter van de Deutsche Bundesbank, Jens Weidmann, stemde als enige tegen de plannen. Wel stelde de ECB als voorwaarde dat alleen landen die reeds een formeel beroep op de steunfaciliteiten uit het EFSF/ESM hebben gedaan (bail-out), voor deze regeling in aanmerking zouden komen. De aankopen zouden verder volledig worden gesteriliseerd.
Na een termijn van acht jaar trad Mario Draghi op 1 november 2019 af als voorzitter van de ECB en werd opgevolgd door voormalig IMF-directeur Christine Lagarde. Andere kandidaten voor de functie waren Jens Weidmann, Olli Rehn en Klaas Knot. De juriste Lagarde was eerder minister van Economische Zaken in Frankrijk en van haar werd verwacht dat ze het beleid van Draghi zou voortzetten.

### Premier van Italië
In februari 2021 werd Draghi door president Sergio Mattarella uitgenodigd om een nieuwe Italiaanse regering te vormen. Dit gebeurde nadat de voorgaande regering, het kabinet-Conte II, ten val was gekomen en de betrokken partijen geen overeenstemming konden vinden over een doorstart. De onafhankelijke Draghi kreeg de taak een technocratische regering te vormen en werd tijdens de hieropvolgende onderhandelingen gesteund door zowel linkse als rechtse partijen in het parlement. Op 12 februari stelde hij zijn kabinet voor: een regering van nationale eenheid met daarin leden van de Democratische Partij (PD), de Vijfsterrenbeweging (M5S), Forza Italia (FI), de Lega Nord, Italia Viva, Articolo Uno en onafhankelijke technocraten. De volgende dag werd Draghi beëdigd als premier van Italië, als opvolger van Giuseppe Conte.
Een van de belangrijkste taken van het kabinet was het bestrijden van de coronapandemie, die Italië zwaar trof. Eind oktober 2021 fungeerde Draghi als gastheer van de G20-top in Rome, waar klimaatverandering als het prominentste onderwerp gold. Na de Russische invasie van Oekraïne in 2022, die door Draghi sterk werd veroordeeld, pleitte hij voor zware sancties tegen Rusland. In juni 2022 bracht hij, samen met de Franse president Emmanuel Macron en de Duitse bondskanselier Olaf Scholz, een bezoek aan de Oekraïense hoofdstad Kiev, waar zij een ontmoeting hadden met president Volodymyr Zelensky.
In juli 2022 ontstond een kabinetscrisis toen de Vijfsterrenbeweging, onder leiding van Giuseppe Conte, niet instemde met een economisch steunpakket om onder meer de energiecrisis te compenseren. Hoewel de regering ook zonder de Vijfsterrenbeweging over een brede parlementaire meerderheid beschikte, oordeelde Draghi dat de principes binnen de eenheidsregering hiermee te ernstig waren geschonden om verder te kunnen regeren. Hij bood hierop zijn ontslag aan, dat door president Mattarella echter in eerste instantie werd geweigerd. Enkele dagen later, toen coalitiepartijen Forza Italia, Lega en de Vijfsterrenbeweging zich tijdens een vertrouwensstemming afzijdig hielden en de regering daardoor geen absolute meerderheid meer wist te behalen, stapte Draghi nogmaals op. Ditmaal aanvaardde president Mattarella dit alsnog. Draghi bleef echter waarnemend premier tot na de Italiaanse parlementsverkiezingen van 2022, toen een nieuwe regering aantrad onder leiding van Giorgia Meloni.
- Bibsys: 90536116
- Bibliothèque nationale de France: cb12279130m (data)
- Catàleg d'autoritats de noms i títols de Catalunya: 981060175800606706
- CiNii: DA04965381
- Gemeinsame Normdatei: 128635509
- International Standard Name Identifier: 0000 0000 8352 3050
- Library of Congress Control Number: n79048482
- Nationale Bibliotheek van Letland: 000347803
- Mathematics Genealogy Project: 198177
- Nationale Bibliotheek van Tsjechië: vse20241227366
- Nationale Bibliotheek van Israël: 987007436342705171
- Nationale Bibliotheek van Polen: a0000002740504
- Nederlandse Thesaurus van Auteursnamen: 083315268
- Parlement.com: vhyzn0zkruz9
- Réseau des bibliothèques de Suisse occidentale: 02-A009367620
- Istituto Centrale per il Catalogo Unico: MILV035857
- Système universitaire de documentation: 031609341
- Virtual International Authority File: 4991994
- WorldCat: E39PBJht3rhxdHyjfmck3Hrpfq